# Stadion Kerkira
Stadion Kerkira – wielofunkcyjny stadion w Korfu, w Grecji. Został otwarty w 1961 roku. Może pomieścić 2685 widzów. Swoje spotkania rozgrywa na nim drużyna Kerkira Korfu.